# Gaspar del Bufalo
Gaspar Melchior Balthazar del Bufalo (6 de janeiro de 1786 - 28 de dezembro de 1837), também conhecido como Gaspare del Bufalo, foi um padre católico romano e fundador dos Missionários do Preciosíssimo Sangue. Canonizado em 1954, é liturgicamente comemorado em 21 de outubro.

## Vida
Gaspar del Bufalo nasceu em Roma na Festa da Epifania, 6 de janeiro de 1786. Ele foi batizado naquele mesmo dia e recebeu o nome de Gaspar Melchior Balthazar, os nomes tradicionais dos magos que visitavam o menino Jesus. Filho de Annunziata e Antonio del Bufalo, cresceu na cidade de Roma, nos aposentos dos criados de uma família nobre, onde seu pai trabalhava como chef.
Seu pai era um empresário fracassado que se interessou pelo teatro e pelo futebol profissional  antes de assumir o cargo de cozinheiro na casa da família Altieri, cujo palácio ficava em frente à Igreja de Jesus, em Roma.
Por causa de sua saúde delicada, sua piedosa mãe o confirmou com a idade de um ano e meio. Como sofria de uma doença ocular incurável, que ameaçava deixá-lo cego, orações foram feitas a São Francisco Xavier pela sua recuperação. Por influência de sua mãe, ele tornou-se muito dedicado a São Francisco Xavier, cuja relíquia está exposta em um altar de Gesù. Em 1787, ele recuperou e, mais tarde na vida, nutriu uma devoção especial ao apóstolo da Índia e o escolheu como patrono especial da congregação que ele mais tarde fundou.
São Gaspar também atuou em vários ministérios. Ele visitava os doentes e os pobres com frequência e fundou uma organização religiosa para jovens cujos membros oravam e faziam trabalhos de caridade juntos. Ele foi ordenado ao sacerdócio católico na diocese de Roma em 1808. Logo depois, Gaspar formou uma sociedade noturna para os operários e trabalhadores rurais que vinham do campo a Roma para vender suas mercadorias. Ele forneceu catecismo para órfãos e crianças de pobres e montou um abrigo noturno para os sem-teto.
Junto com outro clero que se recusou a fazer o juramento de lealdade a Napoleão Bonaparte em 1809 após a deportação do Papa Pio VII, ele foi enviado ao exílio para o norte da Itália e preso por quatro anos. Ao retornar a Roma em 1814, ele pensou em ingressar nos Jesuítas, que haviam sido recentemente restabelecidos. No entanto, em vista das necessidades da época e a pedido de Pio VII, ele se engajou no ministério de pregar missões ao povo para restabelecer alguma ordem em meio ao caos da época.

## Missionários do Preciosíssimo Sangue

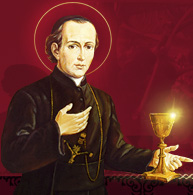
Gaspar

Apesar de enfrentar grandes dificuldades, em 1815 ele fundou uma sociedade de sacerdotes, os Missionários do Preciosíssimo Sangue, na abadia de San Felice em Giano, Umbria. Com a ajuda da população local, Gaspar trabalhou na reforma do mosteiro abandonado do século X.
O ano de 1821 foi uma época de grande ilegalidade nos Estados Papais e muitas cidades estavam fora do controle das autoridades civis. Bandidos controlavam muitas das cidades nas províncias costeiras. O cardeal Cristaldi, tesoureiro papal e conselheiro do Papa Pio VII, sugeriu que Gaspar e seu novo grupo de missionários fossem às cidades e províncias onde os bandidos viviam e estabelecessem casas missionárias. Lá eles deveriam pregar a Palavra, estabelecer igrejas e capelas e cuidar da instrução contínua do povo. Entre 1821 e 1823, seis novas casas de missão foram abertas. Gaspar e seus companheiros saíram e pregaram os méritos do Preciosíssimo Sangue. Eles chamaram o povo ao arrependimento e ao retorno à fidelidade. Eles pregavam nas esquinas das ruas à noite. Eles instruíram as crianças. Munidos apenas do crucifixo, foram para a serra, onde Gaspar negociou a paz com os bandidos.

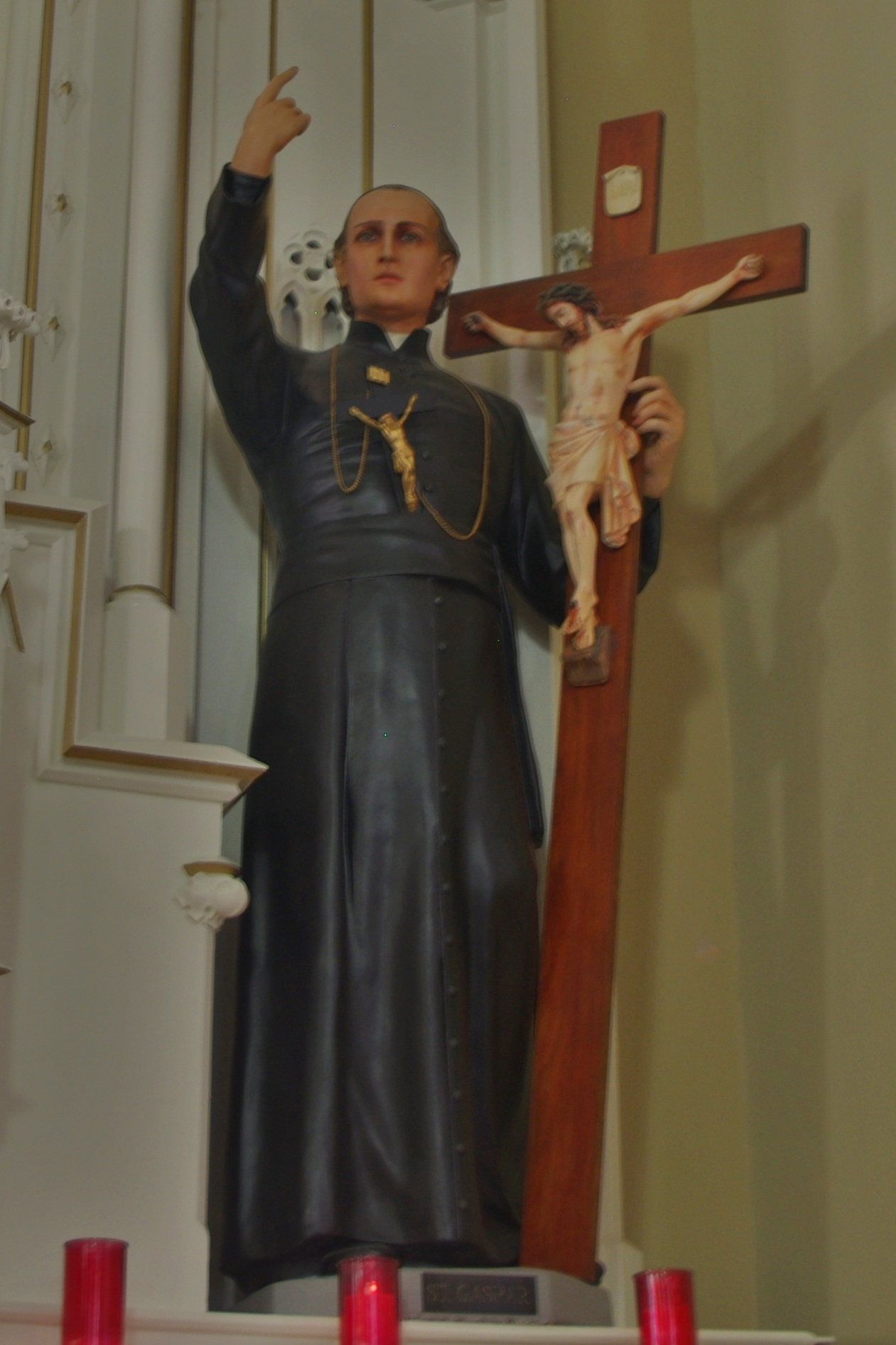
Esta estátua na Igreja de Santa Maria (Philothea, Ohio) retrata a pregação de São Gaspar.

Embora Gaspar fosse muito popular em sua cidade natal, ele tinha inimigos. Sua atividade na conversão dos "briganti", que vinham em multidões e colocavam suas armas a seus pés depois que ele pregava para eles em seus esconderijos nas montanhas, despertou a ira dos oficiais que lucravam com o banditismo por meio de subornos e de outras formas. Esses inimigos quase induziram Leão XII a suspender del Bufalo.
Ele também enfrentou oposição eclesiástica. Uma das principais objeções à nova sociedade era que seu nome, Missionários do Preciosíssimo Sangue, era considerado anti-eclesiástico. Gaspar foi acusado de desrespeitar a lei canônica e a cruz e a corrente que os membros usavam não eram tradicionais. Essa oposição começou sob o reinado do Papa Pio VII (por volta de 1820), que havia sido um forte apoio da sociedade em sua fundação em 1815. Essa oposição se tornou tão forte que o sucessor de Pio VII, Leão XII, foi positivamente adverso para a comunidade. Observa-se que isso ocorreu em um momento em que Gaspar estava sendo cada vez mais aberto em suas críticas aos abusos na Igreja e no governo dos Estados Pontifícios. São Gaspar sentiu que esta oposição era mais um ataque pessoal a si mesmo e então ele se ofereceu para deixar o cargo de moderador da comunidade para que as coisas pudessem ser suavizadas. Felizmente, isso não foi necessário, pois a situação com Leão XII foi resolvida após um encontro entre os dois.
Seus esforços missionários foram extremamente dramáticos. Um contemporâneo, o Padre e Bispo Passionista Vincenzenzo Maria Strambi, descreveu sua pregação como "como um terremoto espiritual". Ele também era um amigo de São Vicente Pallotti, fundador dos Palotinos, que ajudou no leito de morte de Gaspar. Ele é particularmente conhecido por sua devoção ao Preciosíssimo Sangue de Cristo e por espalhar esta devoção durante sua vida.
Até sua morte em 28 de dezembro de 1837, ele trabalhou incansavelmente para re-evangelizar a Itália central, especialmente os Estados Papais. Ele era bem conhecido por sua eloquência na pregação, sua devoção aos pobres (especialmente o Hospício de Santa Galla em Roma) e seu trabalho com os bandidos do sul do Lácio.
Em 1836, suas forças começaram a falhar. Ele havia dado sua última missão em Roma, na Chiesa Nuova, em 1837. Embora mortalmente doente, ele correu para Roma, onde a cólera estava devastando, para atender às necessidades espirituais dos atingidos pela peste. Ele voltou a Albano, mas foi novamente a Roma por sugestão do Cardeal Franzoni, o cardeal protetor da Congregação, em dezembro de 1837. Foi demais para ele, e ele sucumbiu no meio de seu trabalho em 28 de dezembro de 1837.
Seu funeral foi realizado em Roma, na igreja de Sant'Angelo in Pescheria, perto do Teatro di Marcello, e ele foi sepultado em Albano. Posteriormente, seu corpo foi transferido para a casa dos Missionários da Via dei Crociferi em Roma (Santa Maria in Trivio), onde permanece até hoje.
Os títulos atribuídos a ele por seus contemporâneos: "II Santo", "Apóstolo de Roma", "Il martello dei Carbonari" (Martelo da Maçonaria Italiana).

## Veneração

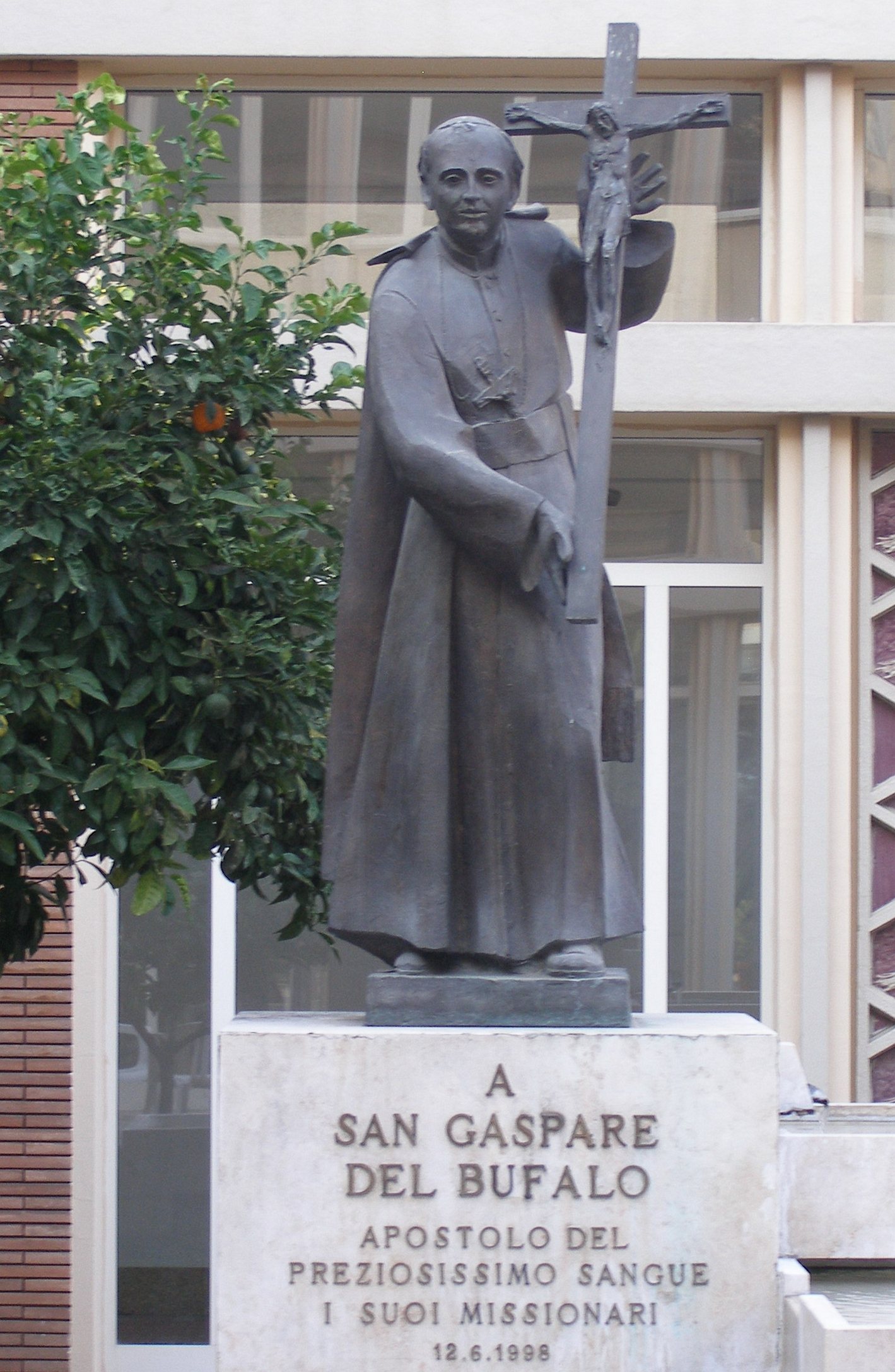
Estátua de S. Gaspare del Bufalo, Collegio Preziosissimo Sangue, Roma

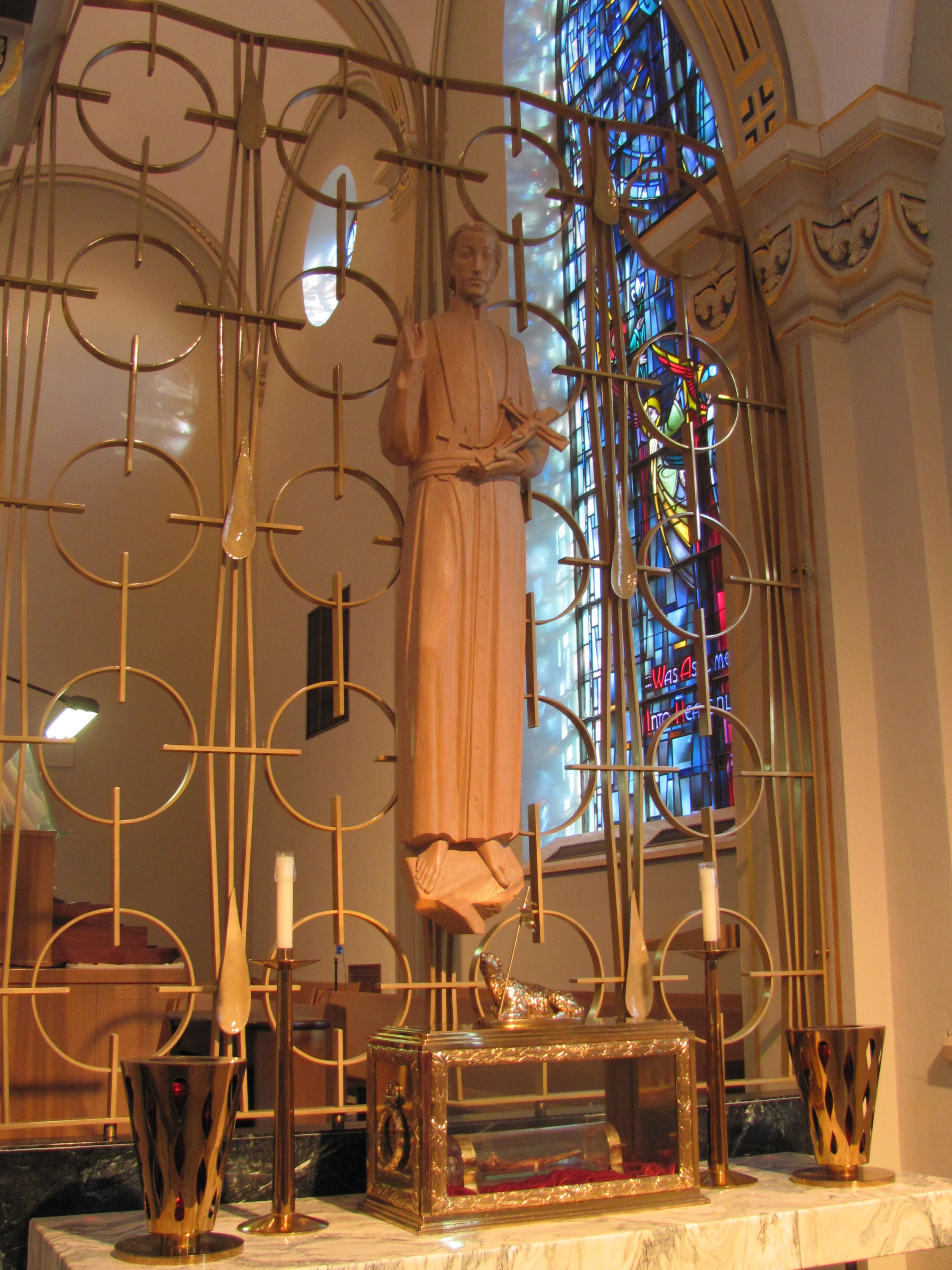
Uma relíquia de primeira classe do antebraço de Gaspar del Bufalo em exibição no St. Charles Seminary em Carthagena, Ohio

São Gaspar del Bufalo foi beatificado pelo Papa Pio X em 1904, e canonizado pelo Papa Pio XII em 12 de junho de 1954. Seu dia de festa, como indicado no Martirológio Romano, é no dia de sua morte, 28 de dezembro, mas não foi incluído no Calendário Romano Geral. Atualmente a festa de São Gaspar del Bufalo é comemorada no dia 21 de outubro. 

## Legado
Teve uma influência significativa sobre Santa Maria De Mattias, fundadora das Adoradoras do Sangue de Cristo (ASC), embora tenha sido o Venerável Giovanni Merlini C.PP. S. que estava mais diretamente associada a Santa Maria no estabelecimento de sua congregação.